# Le Nom du vent
Liste des romans : 
1. Le Nom du vent (2009)
2. La Peur du sage - Première partie (2012)
3. La Peur du sage - Seconde partie (2012)

Le Nom du vent (titre original : The Name of the Wind) est le premier tome de la trilogie de fantasy Chronique du tueur de roi, écrite par Patrick Rothfuss. Il a été publié en avril 2007 aux États-Unis, puis en avril 2009 en France aux éditions Bragelonne.
Le 1er mars 2011, la suite du Nom du vent, nommée La Peur du sage (titre original : The Wise Man's Fear), est sortie aux États-Unis puis a été publiée en France par les éditions Bragelonne en deux volumes en août 2012 et en octobre 2012.

## Intrigue
Le Nom du vent retrace l'histoire de Kvothe, personnage de légende qui a forgé lui-même cette dernière et de son vivant. L'auteur insiste particulièrement sur cette dimension de l'ouvrage : Kvothe a bâti son mythe de ses propres mains et il est connu partout dans le monde alors que les événements qu'il retrace ne se sont déroulés que quelques années auparavant. Le livre relate deux histoires, tout d'abord le « présent », celui de Kote, un aubergiste qui à première vue n'a pour tout trait caractéristique qu'un passé qu'il décrit lui-même comme tumultueux. Mais c'est aussi la véritable histoire de Kvothe, contée par l'aubergiste qui s'avère être le fameux héros aux cheveux roux. Poussé par un scribe soucieux de découvrir « la vérité derrière le mythe », il racontera son histoire en trois journées, chacune correspondant à un livre. L'histoire du jeune génie est entrecoupée de passages narratifs décrivant un quotidien fort différent de celui qui marqua la jeunesse de Kote. Le monde semble bouleversé et au bord de la destruction, introduisant un suspense fort quant aux évènements passés dont Kvothe a été l'acteur.
C'est donc sur les traces de ce dernier et de ceux qui ont changé sa vie à jamais que le lecteur se lance. La piste le mènera dans des mondes fort différents, tous marqués par les actes d'un héros dont la véritable histoire se perd déjà dans les racontars de veillées. De la musique à la magie, de la science au combat, des femmes aux Faes, Kvothe a changé son monde. Et la seule manière de comprendre ce dernier est de se jeter à la poursuite de son passé.

## Résumé du livre
L’histoire commence dans le petit village de Newarre. On y rencontre Kote, aubergiste de ce village et son assistant Bast. L’auberge est peu fréquentée, la guerre ayant rendu les voyageurs rares dans ce village isolé du reste du monde (les Quatre Coins de la civilisation). Toutefois, un matin, le Chroniqueur, scribe célèbre pour son rôle de « démystificateur », rentre dans l’auberge persuadé que Kote est en réalité le légendaire Kvothe, héros dont de nombreux mythes et légendes entourent l’histoire. C’est donc pour découvrir la vérité sur le guerrier implacable, le musicien de légende, le magicien et arcaniste le plus puissant de son temps, mais surtout le Tueur de roi et déclencheur supposé de la guerre, que le Chroniqueur a entrepris ce long voyage jusqu’à Newarre. Mais Kvothe n’est que peu enclin à narrer son histoire. Finalement, après avoir évité au Chroniqueur de périr sous les griffes de son apprenti, Bast, Kvothe accepte de livrer son histoire. Il demande néanmoins trois journées complètes pour le faire, chose en laquelle Chroniqueur ne croit pas, persuadé qu'une journée suffirait amplement. Kvothe refuse et fait comprendre à l'écrivain que son sort est entre ses mains et celles de son élève, ce dernier poursuivant son propre but.
Kvothe commence son histoire par son enfance en tant qu’Edema Ruh. Les Edema Ruh sont un peuple constitué de  troupes itinérantes gagnant leur vie grâce à leur talent légendaire de comédiens. Tout au long des ouvrages, il est à noter que les véritables Edema Ruh sont considérés comme un peuple à part entière et non une classe sociale désignant les artistes et baladins itinérants. La différenciation pouvant être établie par le talent de la troupe qui, si elle est composée d'Edema Ruh, suit des règles précises et se comporte comme une véritable famille. Le statut légendaire des Edema peut se résumer en une phrase, maintes fois reprise par l'auteur : « Les Edema Ruh connaissent toutes les histoires du monde. » Kvothe est un jeune Edema très intelligent et particulièrement doué avec un luth entre les mains. Au cours de leurs voyages, la troupe de Kvothe rencontre Abenthy, arcaniste diplômé de l’Université qui va faire un bout de chemin avec eux. Devant l’intelligence de Kvothe, Abenthy décide de commencer à l’initier aux sciences et au sympathisme, forme de magie qui permet à l’utilisateur de créer des liens entre deux objets et d’en altérer la nature. Kvothe se rend aussi compte qu’Abenthy connait le vrai nom de certaines choses, comme celui du vent qui lui permet de contrôler celui-ci. Témoin de cet étrange pouvoir Kvothe n’aura de cesse de chercher « le nom du vent ». Assoiffé de connaissances, Kvothe atteint rapidement un niveau incroyable pour son âge dans les enseignements que lui prodigue son maître et ami. Ce dernier décide néanmoins de réfréner ses ardeurs après un sort raté qui a failli tuer le jeune garçon. Il finit par s'installer dans une bourgade où la troupe s'était temporairement arrêtée, confiant un ouvrage devant servir de lettre de recommandation à son apprenti pour que celui-ci puisse entrer à l'Université.
Dans le même temps, Arliden, le père de Kvothe, compose une chanson parlant des Chandrians, démons mythiques peu décrits dans les histoires et considérés comme vagues superstitions « pour tout bon érudit ». Néanmoins, fait troublant, alors que la plupart des légendes et contes ont une influence limitée et une aire locale, les superstitions traitant des Chandrians et les signes témoignant de leur présence se révèlent connues partout de par le monde. Ces démons n’apprécient pas qu’Arliden recueille des informations les concernant. C’est pour cette raison que, tandis que Kvothe cherche du bois dans la forêt, sa troupe, sa famille, se fait massacrer par ces créatures mythiques. Traumatisé par ce massacre, Kvothe erre jusqu’à Tarbean où il passe trois ans à mendier et voler. Là, il rencontre Skarpi, un conteur, qui lui narre l’histoire des Chandrians et de leurs ennemis, les Amyrs. Retrouvant un but, Kvothe décide d’aller à l’Université pour s’instruire et trouver dans ce lieu de savoir l’histoire des Amyrs et la force de combattre les Chandrians. Sur la route, il rencontre la sublime Denna avec qui il sympathise immédiatement. Après avoir passé les tests d’entrée, Kvothe est accepté à l’Université sans frais d’inscription à un âge où la plupart des élèves ne sont même pas invités à la visiter, preuve qu’il a fait une très bonne impression. Malheureusement, certaines difficultés vont venir barrer la route de l'apprenti arcaniste, principalement dues à Ambrose, un riche noble Modegan, arrogant mais dangereux. En effet, sur son conseil, il entrera dans la plus grande bibliothèque du monde avec une chandelle à la main dans l'espoir d'en découvrir plus sur ceux qui ont ruiné sa vie. Surpris par le Maitre Archiviste, celui-ci le bannit des Archives car nulle flamme ne doit être allumée dans ce sanctuaire de la connaissance.
Malgré sa pauvreté, Kvothe réussit à acheter un luth pour se produire à la très célèbre taverne l’Eolian dans l’espoir de gagner son grade de maître musicien de l'auberge, récompense extrêmement prestigieuse. Kvothe désire ceci pour des raisons pécuniaires car un mécène serait la solution aux problèmes du jeune garçon. Grâce à l’aide de Denna et à sa formation musicale autrefois dispensée par son père, il réussit, en dépit de son jeune âge, à gagner ce titre.
Après quelques mois a l'Université, Kvothe entend parler d’un massacre durant lequel des flammes bleues, l'un des signes de présences des démons, auraient été vues. Kvothe pense immédiatement aux Chandrians et part. En chemin, il rencontre à nouveau Denna qui va l’accompagner dans cette aventure. Après avoir étudié les lieux du massacre, visiblement marqués par les signes de la présence des Chandrians (fer qui rouille et bois qui pourrit), les deux jeunes gens tombent sur un dragon des bois, drogué à la résine de denner. Rendu fou par le manque, le dragon attaque la ville de Trebon et l'incendie : Kvothe intervient et utilise le sympathisme pour tuer le dragon, même si cette intervention reste méconnue.
De retour à l’Université, Kvothe se fait agresser par Ambrose qui lui brise son luth. Kvothe va alors inconsciemment appeler le Nom du vent et casser le bras du nobliau. Kvothe devient alors l’étudiant attitré d’Elodin, le Maitre Nommeur qu'il n'a, jusque-là, pas réussi à convaincre de dispenser son enseignement . Mais Kvothe est loin de découvrir le nom du vent et l’aventure ne fait que commencer…

## Univers

### Monde
Le monde dans lequel se déroule les événements du Nom du vent se nomme Temerant, une large péninsule à l'ouest des monts des Tempêtes. Plus précisément, l'histoire prend place dans la partie civilisée, appelée les Quatre Coins de la civilisation. L'autre partie de ce monde est Ademre, région logée dans les monts des Tempêtes.
Au centre de ce monde se trouve une grande forêt appelée l'Eld.
Les Quatre Coins de la civilisation sont divisés en sept pays :
- Les Provinces-Unies : Situées au sud-ouest des Quatre Coins de la Civilisation. L'histoire du Nom du vent se déroule en ses frontières ;

- Ceald : Situé au nord-ouest de la partie civilisée, Ceald est un pays ayant pour ville principale Ralien. L'histoire de ce pays remonte à plus de deux mille ans, lorsque Heldred a uni les peuples nomades des montagnes Shalda. Les Cealdims ont une forte culture de l'argent et ont été les premiers à établir une monnaie standard. On y parle le Siaru ;

- L'empire Aturéen : Pays du centre des Quatre Coins de la civilisation. Il était autrefois bien plus puissant et étendu, mais s'est effondré à cause de l'ingérence du souverain Nalto et de la dissolution des Amyrs, le légendaire groupe de chevaliers errants et justiciers. Les gens de l'empire sont superstitieux de nature et craignent beaucoup les démons. Sa capitale est Atur ;

- Yll : Île au sud des provinces unies, entourée par la mer centrale, elle a été autrefois une partie de l'empire Aturéen. La culture y est très particulière. Le langage Yllish notamment ne dispose pas du même fond commun que les autres langages de Temerant. Les principales industries sont l'élevage de moutons et le commerce maritime. Il y règne un climat chaud ;

- Modeg : Royaume du nord est des contrées civilisées. Sa capitale est Cershaen et on y parle le Modegan. Les Modegans sont des gens raffinées, tout en emphase et fermement opposés au troc. Ils sont aussi de grands charmeurs et ont des mœurs frivoles. Les lignées nobles de ce pays sont très anciennes ;

- Vintas : Royaume du sud-est de la partie civilisée. Le rang social y est très important et les lignées nobles de ce pays ont de nombreux privilèges ;

- Les petits royaumes : Région du centre des Quatre Coins de la civilisation et qui contient la ville de Junpui.

### Lieux
L'auberge de la pierre levée : Auberge tenue actuellement par Kvothe, connu ici en tant que Kote l'aubergiste. En ces temps troubles, elle n’accueille pas beaucoup de clients, si ce n'est les habitués.
Tarbean : Grande ville côtière des Provinces-Unies, divisée en deux parties:  les Berges, où règne la pauvreté, et les Adrets, où les habitants disposent d'une certaine opulence. Kvothe y habitera trois ans.
L'Université : Lieu d'apprentissage de la magie, où Kvothe vivra la majeures parties des péripéties de ce premier tome. Elle est divisée en une quinzaine de bâtiments, dont les Archives qui abritent des dizaines de milliers d'ouvrages.
Imre : Ville séparée de l'Université par la rivière Omethi. Elle abrite de nombreuses tavernes et artistes.

### Personnages
Kvothe : Kvothe est le personnage principal du livre. Aujourd'hui, il tient l'auberge de la pierre levée (qui fait probablement référence aux pierres levées auprès desquelles s’arrêtaient les Edema Ruh) et se fait appeler Kote. Kvothe possède beaucoup de noms : certains sont des surnoms donnés par certaines personnes, d'autres sont des noms du type « Celui qui ne saigne pas » et apparaissent au fur et à mesure de ses exploits et des mythes qui en découlent. Il va raconter son histoire au Chroniqueur et exige pour cela trois jours. Le Nom du vent retrace donc la première journée que passe Kvothe à narrer son histoire. Il y pose les bases et les fondements de son histoire, les premiers épisodes de la voie empruntée qui fera de lui une légende, un mythe, une personne que certains soupçonnent d'être inventée bien qu'il soit encore vivant.
Kvothe a grandi au milieu d'une troupe d'Edema Ruh. La musique représente beaucoup pour lui et il possède un talent certain pour le luth. De plus, Kvothe apparaît comme un enfant très intelligent, qui s'instruit au gré de ses rencontres.
Un de ses traits caractéristiques est sa chevelure rousse. Ses yeux, verts en temps général, ont la particularité de changer de couleur. Quand il est en colère, ils deviennent sombres, voire noirs.
Bast : Bast est un Fae, un être non humain qui selon Kvothe a environ cent cinquante ans. Il est brun, désigné comme très charmeur et n'aime pas étudier . En réalité, Bast n'est qu'un surnom. Son nom complet est « Bastas, fils de Remmen, prince du Crépuscule et du Twelyth Mael ». Il étudie sous la tutelle de Kvothe, ce qui en fait l'unique étudiant que le protagoniste n'a jamais eu. Il semble très proche de Kvothe et l'appelle Reshi. Sa nature semble être en rapport avec l'eau : ses yeux sont bleus, du moins quand il commence à montrer sa véritable nature, et il y a eu aussi une autre allusion à la fin du livre, alors qu'il menaçait Chroniqueur.
À la fin de ce livre, il révèle ce qu'il veut réellement pour l'instant : retrouver « son » Reshi, la personne qu'il était avant de « devenir » aubergiste. C'est pour servir ce dessein qu'il a attiré Chroniqueur jusqu'à lui, en laissant filtrer quelques informations sur la localisation de Kvothe. Il espère qu'en narrant son passé, de préférence glorieux, Kvothe sortira de sa torpeur et retrouva sa splendeur d’antan.
Simmon : Simmon est un des meilleurs amis de Kvothe. Étudiant à l'Arcanum de l'Université, il est décrit comme un personnage émotif, avec des cheveux couleur sable et des yeux clairs. Il est le quatrième fils du duc de Dalonir dans l'empire d'Aturan, aime jouer aux Coins et déteste perdre des paris. Il a 3 ans de plus que Kvothe.
Wilem : Wilem est un jeune homme Ceald au teint foncé typique à son ascendance. Il est le fils de marchands de laine de Ralien et a un très fort accent, parlant naturellement Siaru, la première langue des Cealds. Wilem est un personnage généralement stoïque, bien qu'il apprécie beaucoup la compagnie de Simmon, Kvothe et Manet; se délectant souvent de boissons avec eux dans différentes tavernes près de l'université. Plus précisément, Wilem aime boire du scutten, également appelé Cut-Tail et jouer aux Coins. À l'université, Wilem travaille comme l'un des Scrivs de Maître Lorren et suit des cours.
Denna : C'est une fille aux multiples facettes et prénoms. Denna est le nom sous lequel elle s'est présentée la première fois au narrateur. Celui-ci est rapidement fasciné par elle : il la trouve parfaite en tout point, contrairement à Bast, qui s'accorde pour dire que c'est une belle femme, sans plus. Pour survivre, elle se sert de son magnétisme naturel qui lui offre de nombreux prétendants riches, et subsiste grâce à leurs cadeaux. Elle recherche aussi activement la compagnie du narrateur, attirée par le fait qu'il ne se montre jamais entreprenant, ainsi que par la première phrase qu'il lui a adressée : « Je me demandais pourquoi tu étais là ». En effet, tout au long du récit, Denna ne semble pas savoir où elle va et ce qu'elle recherche réellement.
Chroniqueur : Son vrai nom est Devan Lochees. C'est un démystificateur, un « émérite conteur et collecteur d'histoire à la mémoire prodigieuse ». Il cherche à collecter des histoires et établir la part de vérité dans les légendes et mythes. C'est lui qui va pousser Kvothe à raconter son passé. Il apparaît comme un personnage assez connu, ayant rendez-vous avec des personnes importantes, et il est pourvu de nombreuses ressources. Il est l'inventeur d'un système d'écriture à base de bâtonnets et de points qui ravira Kvothe, ainsi que l'auteur de l'ouvrage Les Rites d'accouplement du Draccus commun.
Tempi : Tempi est un Mercenaire Adem silencieux, une chemise rouge. Il apprend le rudiment de l'art du combat à Kvothe et l'entraîne dans les confins du monde civilisé où il se redécouvre lui-même et continue sa quête.

### Pratiques magiques
Le Sympathisme : Considéré comme une forme de magie, le Sympathisme est un système de manipulation d'énergie qui nécessite une extrême habileté et une forte concentration. Le Sympathisme implique la création d'un lien entre deux objets par son utilisateur, de sorte que tout ce qui est fait à un objet aura une incidence sur l'autre. Par exemple, si un sympathiste lie deux pièces de monnaie entre elles, il pourra déplacer les deux pièces en exerçant une force sur seulement une des deux pièces. En revanche, la pièce que l'utilisateur déplace devient en théorie aussi lourde que deux pièces car l'énergie ne peut être ni créée, ni détruite. Cependant, en pratique, l'utilisateur aura l'impression de soulever trois pièces de monnaie: en effet, aucun lien sympathétique n'est parfait et une part d'énergie est toujours perdue dans la connexion. L'énergie des actions effectuées à l'aide du Sympathisme peut être soit prise sur le corps du sympathiste, ce qui nécessite alors une extrême prudence, ou dans une source d'énergie à proximité, comme un incendie.
Le Sympathisme a pour lois fondamentales les trois C (Correspondance, Consanguinité, Conservation) :
- La Doctrine de Correspondance : « La similarité accroît le sympathisme ». Autrement dit, une liaison est plus efficace entre deux objets semblables et perd en efficacité lorsque les deux objets accumulent les différences ;
- Le Principe de Consanguinité : « Une partie d'un élément peut en représenter le tout » ;
- La loi de Conservation : « L’énergie ne peut être ni créée, ni détruite ».
Il existe un état d'esprit, nommé le Cœur de Pierre, qui facilite l'utilisation du sympathisme : il permet de mettre de côté toutes émotions et tous préjugés et de se concentrer sur un sujet précis. De plus, tout sympatiste se doit de posséder l'Alar, surnommé par Kvothe et Abenthy "la foi de la cravache" : il s'agit de croire en quelque chose et de l'imposer, par sa volonté, à la réalité. Par exemple, le sympatiste doit pouvoir se persuader qu'une pierre s'envole au lieu de tomber lorsqu'on la lâche.
La magie des noms : Magie mystérieuse qui sous-tend le roman et pour laquelle Kvothe semble présenter des dispositions. C'est un art très ancien, extrêmement dangereux et fort peu répandu à l'époque de notre héros. Cette magie est largement révérée. « Dans cette Université là, nul autre savoir n'était porté plus haut que celui de la science des noms. »
La Sygaldrie : Magie des runes rangée sous l'enseigne de l'Artificerie. Kvothe la désigne comme « une boîte à outils qui permet de canaliser les forces ». Il existe cent quatre-vingt-dix-sept runes que l'artificier peut utiliser pour créer ses propres mots et combinaisons qui ont alors diverses conséquences sur les matériaux.
Kvothe a appris le langage des runes en sept jours, et cela à l'aide d'un moyen mnémotechnique sous la forme d'une petite chanson :

« Ule et doch servent
Toutes deux à lier
Reh à chercher
Kel à trouver
Gea clé
Teh verrou
Pesin eau
Resin roc. »